# Izquierda Unida (Venezuela)
Izquierda Unida (IU) es un partido político venezolano de izquierda fundado en 2002 producto de una escisión del Movimiento al Socialismo (MAS) por militantes que decidieron apoyar a la llamada Revolución Bolivariana liderada por Hugo Chávez.

## Historia

### Antecedentes
Izquierda Unida nació cuando un grupo de 60 miembros de la dirección nacional del Movimiento al Socialismo presentaron un documento público en una rueda de prensa, donde solicitan la renuncia de los miembros del comité ejecutivo nacional de ese partido, y en especial de Leopoldo Puchi y Felipe Mujica, quienes en el momento se desempeñaban como secretario general y presidente del MAS respectivamente.
Las razones que se argumentaron en esa solicitud, y que posteriormente provocaron la ruptura, fueron:
1. la traición a los principios y postulados del MAS
2. la negación de los dirigentes a convocar la reunión de la dirección nacional del MAS.
3. la determinación de los mismos dirigente de pactar con las fuerzas de la derecha venezolana para deponer a Hugo Chávez
4. el descontento de los dirigentes regionales del partido con las decisiones tomadas por el Comité Ejecutivo
5. la oposición a la ruptura del MAS con el Gobierno de Hugo Chávez .

La respuesta del comité ejecutivo fue la suspensión de los líderes del pronunciamiento.

### Fundación
El grupo asumió el hecho de no contar con apoyo financiero suficiente para la creación de un partido nacional y entonces se decidió replegarse a sus regiones para conformar partidos regionales, que les permitieran acumular fuerzas y nuclear a otros dirigentes que no militaran en los partidos nacionales pero que poseyeran una gran trayectoria de lucha revolucionaria. Es así como nacen partidos como PASR en el estado Delta Amacuro, FVR en el estado Miranda, FUVE en el estado Anzoátegui, CRV en Caracas y otros.
En enero del 2006, deciden agrupar todos esos partidos regionales para la creación del partido nacional y solicitan al Consejo Nacional Electoral la autorización para utilizar el nombre de «Partido Socialista de los Trabajadores» con las siglas PASO. Esta autoridad electoral les negó el nombre y entonces decidieron asumir la denominación de Izquierda Unida.

### Integración en el Partido Socialista Unido de Venezuela
Ante el llamado de Hugo Chávez para conformar el Partido Socialista Unido de Venezuela (PSUV), realizan un pleno nacional de socialistas y con delegados de los 16 estados del país y en el mismo se aprobó un documento contentivo de 10 principios básicos para proponerlos en el proceso de formación del PSUV, incorporarse a las tareas de creación del PSUV y transformarse en una ONG manteniendo el nombre de Izquierda Unida, para dedicarse al fomento del debate ideológico y la formación política.

### Reactivación como partido
Ante las últimas situaciones políticas en Venezuela, la agrupación decidió reactivar su legalización como partido político nacional, formando parte de la coalición Alianza Patriótica, junto al Partido Comunista de Venezuela, el Movimiento Electoral del Pueblo, y otros.
Tras varios años de funcionamiento como ONG, el secretariado federal decidió en mayo del 2011 solicitar nuevamente la inscripción como partido político ante el Consejo Nacional Electoral, reactivando su actividad político partidista.
Apoyaron la candidatura de Eduardo Samán en las elecciones regionales de 2017, aunque sin tarjeta electoral propia.

### Alternativa Popular Revolucionaria
Actualmente forma parte del Congreso Bolivariano de los Pueblos, y con presencia orgánica en todo el territorio venezolano, y ante la ausencia de autorización por parte del CNE para participar en las elecciones parlamentarias.
Impulsa junto a otros partidos y movimientos sociales la creación de la Alternativa Popular Revolucionaria, cuestionando las políticas económicas y sociales del Gobierno de Nicolás Maduro y presentando candidatos propios a las elecciones parlamentarias 2020 en la tarjeta electoral del Partido Comunista de Venezuela. Junto a Izquierda Unida participan en esa alianza electoral el Partido Comunista de Venezuela (PCV), Patria Para Todos (PPT, parcialmente), TUPAMAROS (parcialmente), Unidad Popular Venezolana (UPV), el Partido Revolucionario del Trabajo (PRT), Lucha de Clases, entre otras organizaciones.